# Love Among the Roses
Love Among the Roses è un cortometraggio muto del 1910 diretto da David W. Griffith.

## Trama
Nel paese che non c'è, il Signore passeggia per i suoi possedimenti, godendo della bellezza della natura. Giunge vicino al confine, dove incontra la bella Signora sua vicina: i due, con naturalezza, decidono di unirsi in matrimonio diventando insieme i signori di tutta la Terra che non c'è. Ma non tutto è bello, favoloso e fatato come sembra: nel paese vive anche una povera ricamatrice, fidanzata al povero giardiniere. Lei è una fanciulla deliziosa che colpisce il cuore del Signore quando lui la vede per la prima volta: improvvisamente, il gran signore si rende conto di cosa sia l'amore. Altrettanto capita alla Signora, fulminata dalla fisicità del giardiniere, alto e possente come non è il suo aristocratico compagno. La Signora ammette che non potrà essere felice se non che con il bel giardiniere. Il Signore, felice, acconsente a rompere il fidanzamento, così anche lui potrà impalmare la sua bella ricamatrice.

## Produzione
Il film fu prodotto dalla Biograph Company e venne girato a Hollywood.

## Distribuzione
Distribuito dalla Biograph Company, il film - un cortometraggio in una bobina - uscì nelle sale cinematografiche statunitensi il 9 maggio 1910.